# Bogdan Kourinnoi
Bogdan Kourinnoi (15 de diciembre de 1993) es un deportista sueco que compite en lucha grecorromana. Ganó una medalla de bronce en el Campeonato Europeo de Lucha de 2020, en la categoría de 82 kg.

## Palmarés internacional
| Campeonato Europeo | Campeonato Europeo | Campeonato Europeo | Campeonato Europeo |
| Año                | Lugar              | Medalla            | Categoría          |
| ------------------ | ------------------ | ------------------ | ------------------ |
| 2020               | Roma (Italia)      | Medalla de bronce  | 82 kg              |